# アルバ女公爵とラ・ベアタ
『アルバ女公爵とラ・ベアタ』（アルバじょこうしゃくとラ・ベアタ、西: La duquesa de Alba y su dueña, 英: The Duchess of Alba and la Beata）は、スペインのロマン主義の巨匠フランシスコ・デ・ゴヤが1795年に制作した絵画である。油彩。アルバ女公爵マリーア・テレサ・カイエターナ・デ・シルバと「ラ・ベアタ」の愛称で知られた彼女の女召使ラファエラ・ルイス・ベラスケス（Rafaela Luisa Velázquez）を描いた小品で、『ラ・ベアタと幼いルイス・デ・ベルガンサとマリア・デ・ラ・ルス』（La Beata con Luis de Berganza y María de la Luz）の対作品。現在はマドリードのプラド美術館に所蔵されている。

## 作品

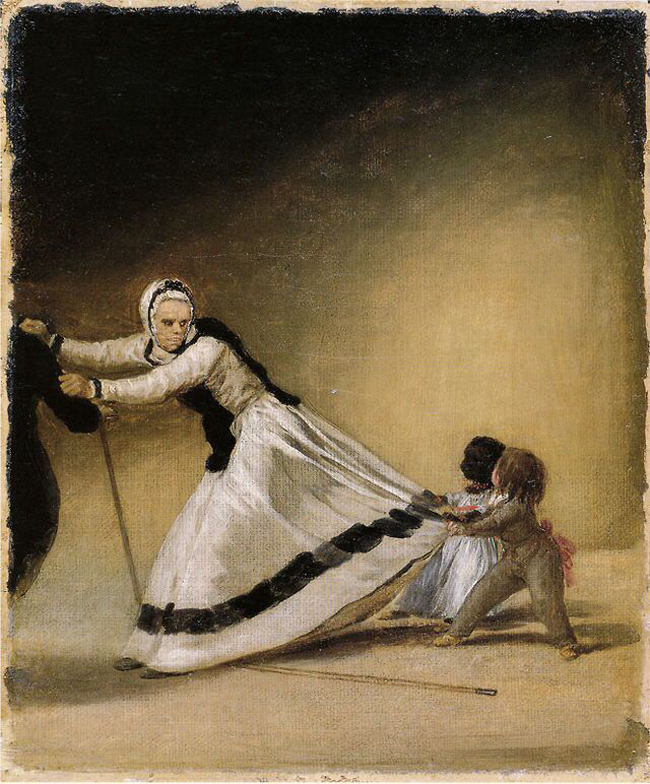
対作品『ラ・ベアタと幼いルイス・デ・ベルガンサおよびマリア・デ・ラ・ルス』。個人蔵。

ゴヤは年老いた女召使を怖がらせようとする女性を描いている。この鑑賞者にほとんど背を向けて立っている女性の横顔は彼女の黒い巻き毛で完全に覆い隠されているため、その素顔を確かめることはできない。しかしこの黒髪でアルバ女公爵であると分かる。彼女の巻き毛は長く豊かで、その背中をもほとんど覆い隠している。一方の老女は信心深さのために「ラ・ベアタ」（la Beata, 篤信の女の意）と呼ばれていたラファエラ・ルイス・ベラスケスとされる。ゴヤはアルバ女公爵の活発でやや子供っぽい性格、あるいは不遜な性格を小さなキャンバスに描き出している。女公爵は彼女を煽るかのように、前かがみの姿勢になって下から彼女を見上げながら、彼女の眼前に赤いサンゴの魔除けを突きつけて脅し、あるいはからかっている。老女は怯えて身を仰け反らせているが、女公爵の赤いサンゴの魔除けと彼女の行為によって具現化される悪徳から身を守るため、左手の杖で身体を支えながら、右手に握った十字架を前に突き出している。
女公爵の姿勢はまるで自身の優美な身体を誇示するかのようである。マハの衣装は魅惑的であり、照明で照らされたひだ装飾や黒色の波状の刺繡がついた白いスカート、黒い装飾や飾り紐のついたぴったりとしたラインの上着によって、いっそうその優美さが強調されている。これは老女ラファエラの厳格な性格を反映した四辺形の刺繡が施された衣装と四角形の前掛けを身に着けた節度ある姿とは対照的である。
ゴヤは女公爵と老女の対決を通して、キリスト教のシンボルと呪術的なシンボルとの対決を描き、古い迷信を信じる人々を諷刺している。赤いサンゴは当時非常に好まれていた宝石で、『白衣のアルバ女公爵』（La duquesa de Alba de blanco）に描かれたアルバ女公爵も赤いサンゴのネックレスを身に着けている。伝統的にサンゴは人々を邪眼や病気から守るとされ、有機体から恒久的な宝石に変容する点で、人間の生命から永遠の生命への変容を象徴する十字架と同様の意味合いを持つ。ここでアルバ女公爵は赤いサンゴを恐れる老女の態度や宗教的迷信を嘲笑している。対作品『ラ・ベアタと幼いルイス・デ・ベルガンサとマリア・デ・ラ・ルス』も同様で、幼い黒人の子供マリア・デ・ラ・ルスも赤いサンゴのネックレスとブレスレットを恐れることなく身に着けているが、老女ラファエラはそれを見て恐怖しており、2人の子供たちはそんな彼女のスカートの裾をつかんで離そうとしない。
両作品は目の粗いキャンバスに描かれており、より大きなキャンバスから切り取られたことは明白である。どちらの作品もこれまで木枠に釘で張られたことが一度も無く、極めて即興的に描かれたことを示している。ゴヤは背景を黄土色や暗緑色の絵具層で覆い、もっぱら光の階調と床に伸びる影のみで空間を規定し、明るい地塗りが透けて見える青灰色の繊細な淡彩で人物たちを取り囲む空気と空間を暗示している。また女公爵のドレスの装飾を鉛筆の尻で引っ掻き、金細工のごとき精巧な雰囲気を与えている。

## 来歴
両作品はゴヤの『自画像』とともに、『ラ・ベアタと幼いルイス・デ・ベルガンサとマリア・デ・ラ・ルス』に描かれた少年ルイス・デ・ベルガンサの父親でアルバ女侯爵の執事であったトマス・デ・ベルガンサ（Tomás de Berganza）が所有していた。おそらく両作品はアルバ女公爵のために制作されたもので、1802年に彼女が死去したのちにトマス・デ・ベルガンサに遺贈されたと思われる。彼の死後は息子のルイスに相続され、それ以降彼の子孫が所有してきた。1985年2月27日、ピラール・マルティン・ベルガンサ（Pilar Martín Berganza）、アントニオ・マルティン・ベルガンサ（Antonio Martín Berganza）は絵画をサザビーズ・マドリードで売却した。これをスペイン政府が購入し、プラド美術館に収蔵された。

## ギャラリー
関連するゴヤの作品

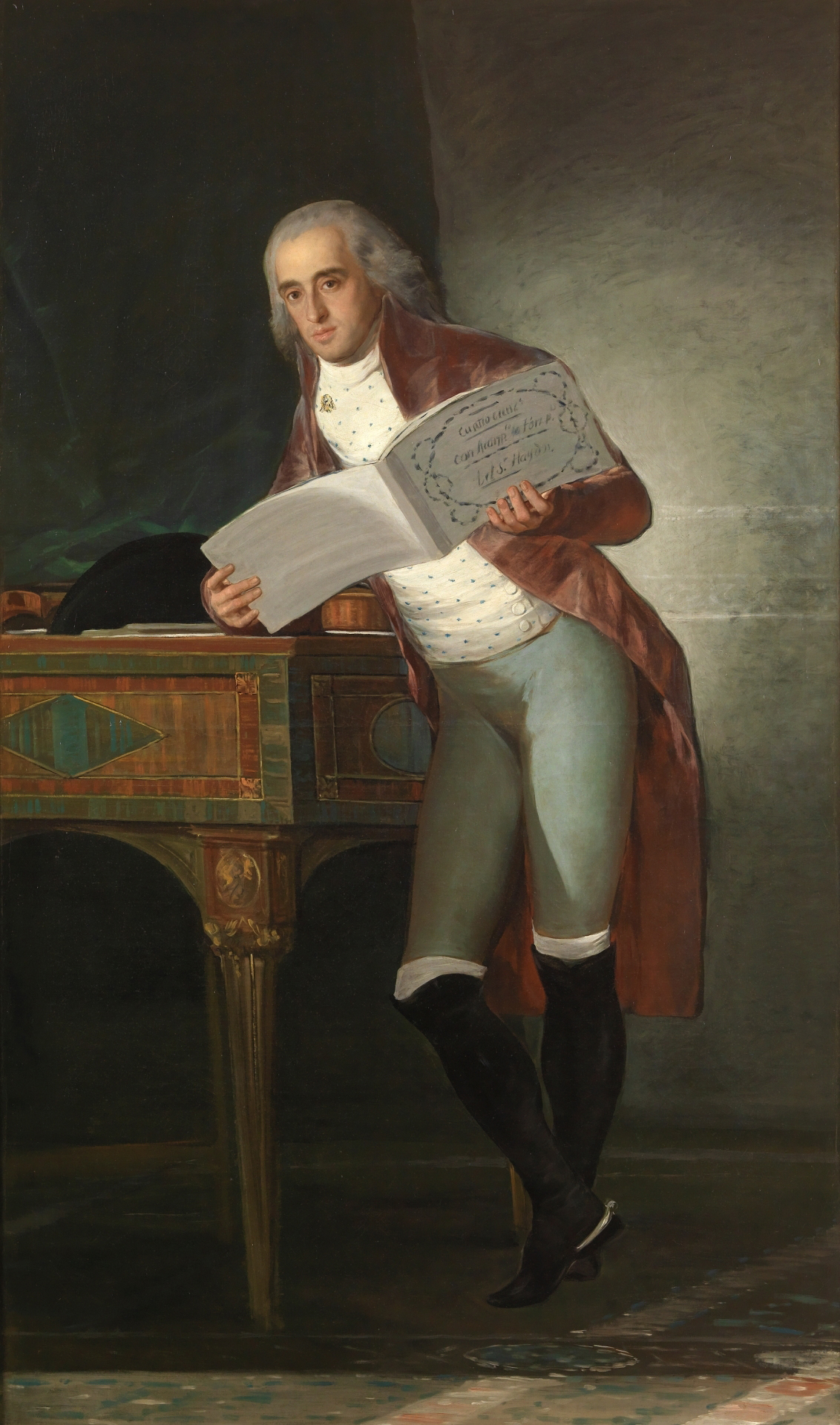
『アルバ公爵ホセ・アルバレス・デ・トレドの肖像』1795年 プラド美術館所蔵
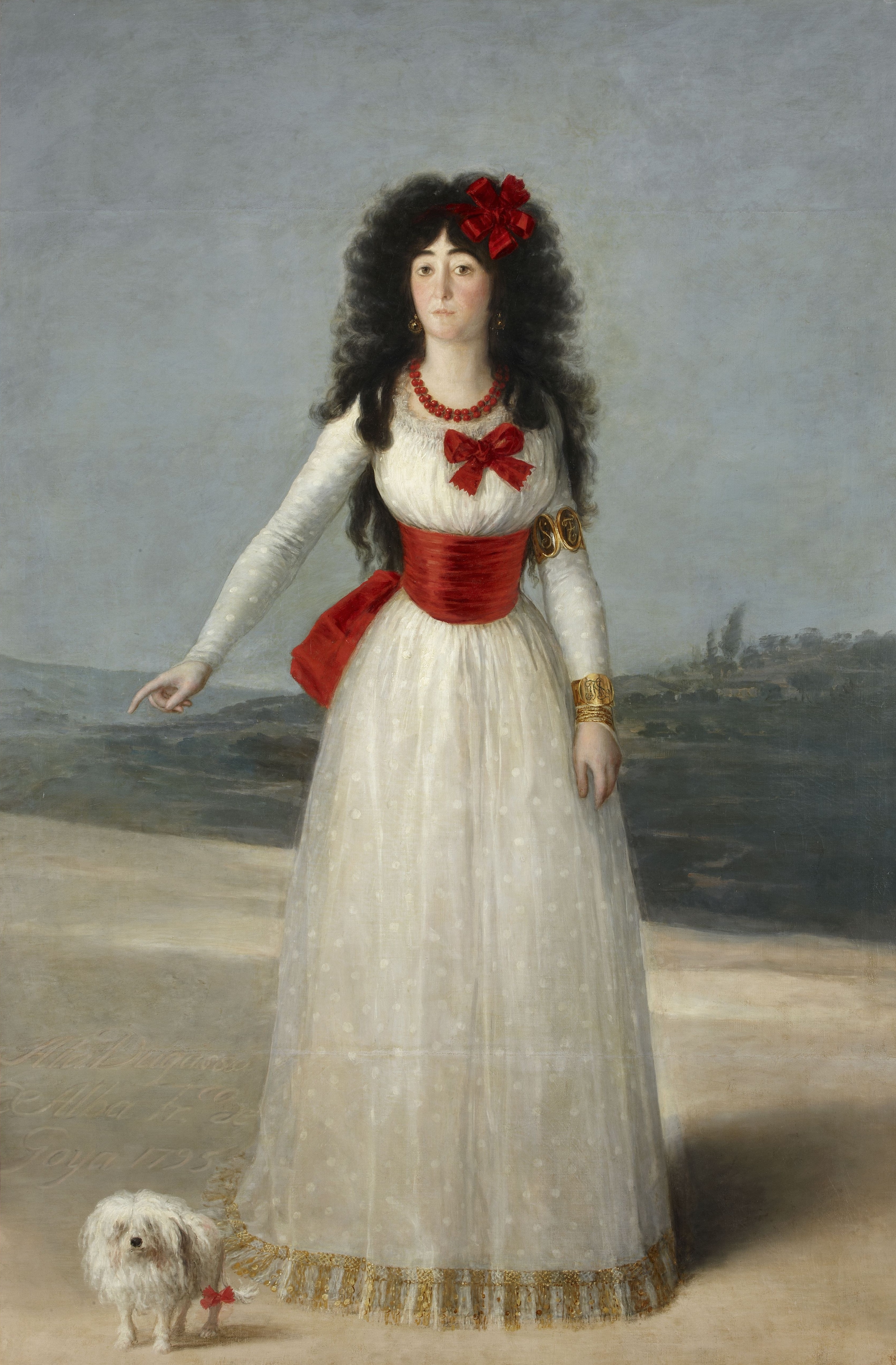
『白衣のアルバ女公爵』1795年頃 リリア宮殿（英語版）所蔵
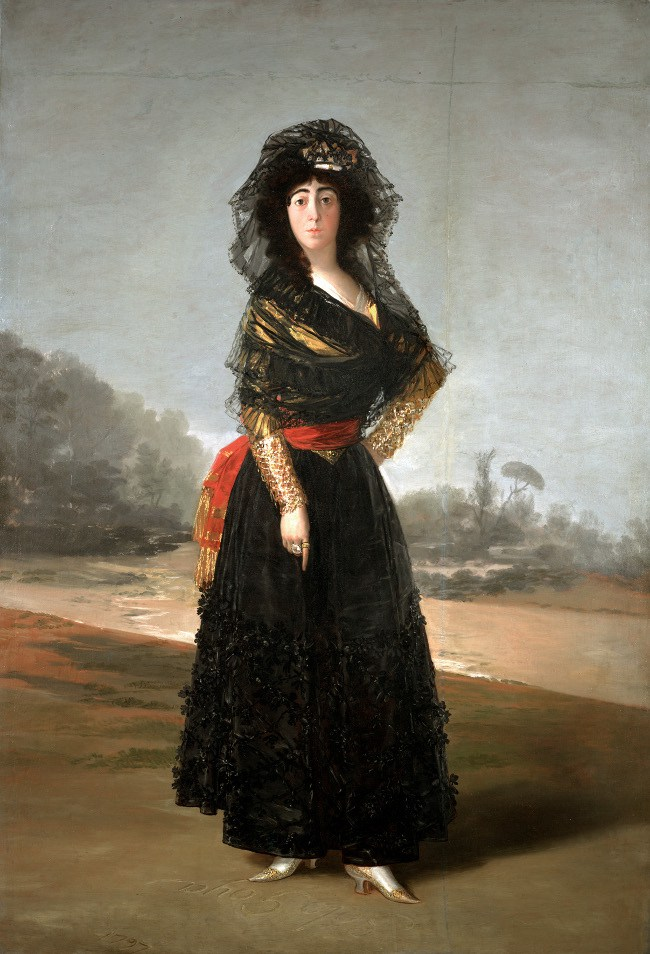
『黒衣のアルバ女公爵』1797年 アメリカ・ヒスパニック協会（英語版）所蔵
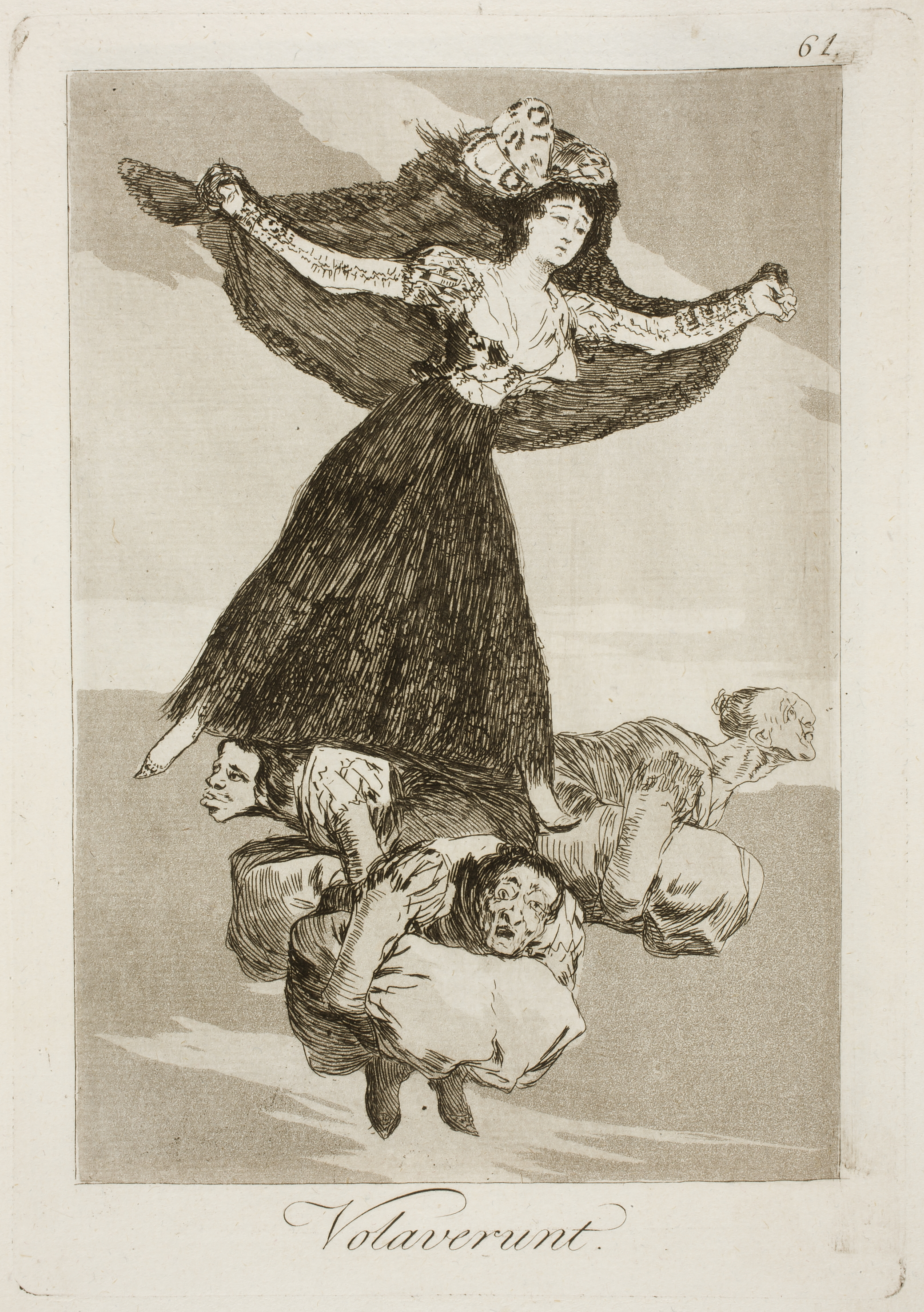
《ロス・カプリーチョス（英語版）》第61番「彼女は飛び去った」1797年-1799年